# Brotherobryum dekockii
Brotherobryum dekockii är en bladmossart som beskrevs av Fleischer 1914. Brotherobryum dekockii ingår i släktet Brotherobryum och familjen Dicranaceae. Inga underarter finns listade i Catalogue of Life.